# صنواي
صنواي (بالصينية: 神威) هي سلسلة معالجات دقيقة طورها Jiāngnán Computing Lab في ووشي في الصين.